# Antonio Čolak
Antonio-Mirko Čolak (Ludwigsburgo, 17 de setembro de 1993) é um futebolista alemão de ascendência croata que atua como atacante. Atualmente, defende o Spezia.

## Carreira

### Hoffenheim e empréstimos
No verão de 2015, ele assinou um contrato com o TSG 1899 Hoffenheim, mas não jogou pelo clube durante todo o contrato. Inicialmente, ele se juntou ao 1. FC Kaiserslautern em um empréstimo de uma temporada. Em 25 de julho de 2016, Čolak se juntou ao Darmstadt 98 em um empréstimo de uma temporada. Para a temporada seguinte, ele foi novamente emprestado ao time da 2. Bundesliga do FC Ingolstadt.

### Rijeka
Após a rescisão do empréstimo em Ingolstadt, em janeiro de 2018, Čolak foi emprestado ao HNK Rijeka na Croácia até junho de 2019. Após o término do empréstimo, em 22 de junho de 2019, Čolak ingressou oficialmente no HNK Rijeka com um contrato de três anos. Na temporada 2019–20, ele foi o artilheiro do campeonato croata com 20 gols, enquanto com o Rijeka também conquistou duas Copas da Croácia. Suas performances também o levaram a conquistar um lugar na Seleção Croata de Futebol.

### PAOK e empréstimo para o Malmö
Em 20 de setembro de 2020, o PAOK concordou com os termos com o Rijeka para a compra de Čolak. O clube grego pagou uma taxa superior a €3.000.000, enquanto Čolak assinou um contrato de quatro anos no valor de €450.000 por ano.
Em 6 de março de 2021, Čolak se transferiu para o clube sueco Malmö FF, em um acordo de empréstimo até dezembro de 2021. No Malmö FF, Čolak rapidamente se estabeleceu como um artilheiro prolífico com dez gols em suas primeiras 15 partidas e acabou conquistando o título com o Malmö. Em dezembro de 2021, com o Malmö FF não querendo pagar a cláusula de compra de €3 milhões que havia sido estabelecida em seu contrato de empréstimo, o jornal croata "Sportske Novosti" vinculou Čolak a uma transferência para o Dinamo Zagreb. Ele retornou ao PAOK desde o início de janeiro de 2022.
Em 20 de março de 2022, ele marcou um gol após uma assistência de Alexandru Mitriță, ajudando o PAOK a conquistar uma vitória fora por 1 a 0 contra os rivais AEK Athens pela Rodada dos Play-offs. Foi seu primeiro gol pelo clube após seu retorno do Malmö FF.

### Rangers
Em 7 de julho de 2022, Čolak juntou-se ao seu décimo primeiro clube, o Rangers, assinando um contrato de três anos com o time da Scottish Premiership. Ele fez sua estreia pelo clube contra o Livingston, começando o jogo em 30 de julho. Čolak marcou seu primeiro gol para os Rangers em uma partida da Scottish Premiership contra o Kilmarnock em 6 de agosto, e depois disso marcou nos dois jogos consecutivos contra Union Saint-Gilloise e St Johnstone.
Em 24 de agosto, Čolak marcou o gol da vitória na segunda perna dos play-offs da Champions League contra o PSV Eindhoven, enviando os Rangers para a fase de grupos pela primeira vez desde 2010.

### Parma
Em 15 de julho de 2023, Čolak deixou o Rangers para se juntar ao clube italiano Parma por uma taxa não divulgada, relatada como 2,5 milhões de libras.

### Spezia
Em 30 de outubro de 2024, Čolak foi contratado pelo Spezia por dois anos.

## Carreira internacional
Čolak jogou futebol internacional juvenil pela Croácia nas seleções sub-18, sub-19 e sub-20. Em 27 de agosto de 2020, o treinador da seleção nacional da Croácia, Zlatko Dalić, incluiu Čolak na lista de jogadores para os jogos da Liga das Nações contra Portugal em 5 de setembro de 2020 e França em 8 de setembro de 2020.

Em 31 de outubro de 2022, Čolak foi nomeado na lista preliminar de 34 jogadores da Croácia para a Copa do Mundo FIFA de 2022, mas não foi incluído nos últimos 26.